# Saarloq
Saarloq is een dorp in de gemeente Kujalleq, Groenland. Het ligt ten westen van Alluitsup Paa en twintig kilometer ten zuiden van Qaqortoq, op een klein eiland voor de kust van de Labradorzee. In 2010 telde het dorp 44 inwoners.
Het dorp heeft ook een vliegveld waar streekhelikopters vliegen naar Nanortalik, Qaqortoq en Narsarsuaq.